# Polly Ann Young
Polly Ann Young (25 de octubre de 1908 – 21 de enero de 1997) fue una actriz cinematográfica de nacionalidad estadounidense. 

## Biografía
Nacida en Denver, Colorado, era hermana de las actrices Loretta Young y Sally Blane, siendo Polly Ann la que tuvo menos éxito de las tres. Desde 1917 a 1941 actuó en 34 películas, en algunas de ellas haciendo papeles menores. Entre sus interpretaciones más destacadas figuran su primer personaje femenino en el film de John Wayne The Man From Utah (1934). Su última cinta fue la producción de horror de serie B de 1941 Invisible Ghost, en la que actuaba Bela Lugosi.
Polly Ann Young se casó con Carter Hermann en 1935, y tuvo con él cuatro hijos. Su marido falleció en los años 1970, y ella murió en 1997, a causa de un cáncer, en Los Ángeles, California, a los 88 años de edad. Sus hermanas Sally y Loretta también fallecieron por un cáncer. 
Enterrada en el Cementerio de Holy Cross, en Culver City, California.

## Selección de su filmografía
- 1921 : The Sheik, de George Melford (como actriz infantil)
- 1929 : Rich People, de Edward H. Griffith
- 1930 : Going Wild, de William A. Seiter
- 1934 : The Man from Utah, de Robert N. Bradbury
- 1934 : The White Parade, de Irving Cummings
- 1939 : The Story of Alexander Graham Bell, de Irving Cummings